# Lasse Haglund
För friidrottaren, se Lars Haglund (född 1940)
Lars Åke Haglund, känd som Lasse Haglund, född 18 april 1942 i Solna församling i Stockholms län, död 3 november 2021 i Nybro distrikt i Kalmar län, var en svensk TV-producent.
Tillsammans med Bengt Linné skapade han den pedagogiska TV-serien Fem myror är fler än fyra elefanter med Magnus Härenstam, Brasse Brännström och Eva Remaeus för Sveriges Television. Programmet hade det amerikanska barnprogrammet Sesame Street som förebild och hade premiär 1973. Konceptet resulterade även i SVT:s julkalender 1977, skivor och böcker.
Programmet mottog kvällstidningen Expressens TV-pris 1977 och utsågs 2006 till "bästa svenska barnprogram genom tiderna" i TV-programmet Folktoppen.
Lasse Haglund arbetade in på 2000-talet med scenshower, vilka byggde på barnprogrammet.
Haglund var 1967–1984 gift med förskolläraren Lill Lundin (född 1945) och makarna fick sönerna Jesper (född 1969) och Jens (1971–1992). Lasse Haglund är begravd på Danderyds kyrkogård.

## Filmografi i urval
- 1973 – Fem myror är fler än fyra elefanter (TV-serie) (även julkalender 1977) (producent)